# Port lotniczy Bari
Port lotniczy Bari "Karol Wojtyła" – port lotniczy położony 12 km na północny zachód od Bari, w Apulii, na południu Włoch.

## Linie lotnicze i połączenia
| Linia Lotnicza        | Kierunek |
| --------------------- | --- |
| Air Cairo             | 1. Szarm el-Szejk |
| Air Dolomiti          | 1. Monachium |
| Air France            | 1. Paryż-Charles de Gaulle |
| Air Serbia            | Sezonowo: 1. Belgrad |
| Austrian Airlines     | Sezonowo: 1. Wiedeń |
| BH Air                | Sezonowo: 1. Sofia |
| British Airways       | Sezonowo: 1. Londyn-Gatwick |
| Discover Airlines     | Sezonowo: 1. Frankfurt |
| EasyJet               | 1. Mediolan-Malpensa Sezonowo: 1. / Bazylea 2. Genewa 3. Londyn-Gatwick 4. Nicea 5. Paryż-Charles de Gaulle |
| Edelweiss Air         | Sezonowo: 1. Zurych |
| Eurowings             | Sezonowo: 1. Kolonia/Bonn 2. Düsseldorf 3. Hamburg 4. Hanower 5. Stuttgart |
| Iberia                | Sezonowo: 1. Madryt |
| ITA Airways           | 1. Mediolan-Linate 2. Rzym-Fiumicino |
| Lufthansa             | 1. Frankfurt |
| Luxair                | 1. Luksemburg |
| Neos                  | Sezonowo: 1. Nowy Jork-JFK (od 3 czerwca 2025) |
| Norwegian Air Shuttle | Sezonowo: 1. Kopenhaga 2. Oslo-Gardermoen 3. Sztokholm-Arlanda |
| Ryanair               | 1. Ateny 2. Paryż-Beauvais 3. Bergamo 4. Berlin 5. Bolonia 6. Budapeszt 7. Cagliari 8. Katania 9. Bruksela-Charleroi 10. Genua 11. Karlsruhe/Baden-Baden 12. Katowice 13. Kraków 14. Linz (od 31 marca 2025) 15. Londyn-Stansted 16. Madryt 17. Malaga 18. Malta 19. Mediolan-Malpensa 20. Palermo 21. Piza 22. Praga 23. Rzym-Fiumicino 24. Sofia 25. Tel Awiw 26. Tirana 27. Tuluza 28. Triest 29. Turyn 30. Walencja 31. Wenecja 32. Werona 33. Wiedeń 34. Warszawa-Modlin 35. Weeze Sezonowo: 1. Alghero 2. Alicante 3. Billund 4. Bordeaux 5. Dublin 6. Dubrownik 7. Edynburg 8. Girona 9. Ibiza 10. Kowno 11. Maastricht/Aachen 12. Marsylia 13. Norymberga 14. Patras (od 3 maja 2025) 15. Porto 16. Poznań 17. Rodos 18. Sewilla 19. Skiathos |
| SAS                   | Sezonowo: 1. Kopenhaga |
| Sky Alps              | Sezonowo: 1. Mostar |
| Transavia             | 1. Amsterdam 2. Bruksela Sezonowo: 1. Paryż-Orly |
| Turkish Airlines      | 1. Stambuł |
| Volotea               | 1. Florencja Sezonowo: 1. Ateny 2. Bilbao 3. Bordeaux (od 31 maja 2025) 4. Comiso 5. Korfu 6. Dubrownik 7. Heraklion 8. Lyon 9. Malaga 10. Mykonos 11. Olbia 12. Preweza 13. Rodos 14. Santorini 15. Skiathos 16. Split 17. Tuluza 18. Zakintos |
| Vueling Airlines      | 1. Barcelona 2. Paryż-Orly |
| Wizz Air              | 1. Bukareszt 2. Budapeszt 3. Krajowa (od 2 czerwca 2025) 4. Sofia 5. Timișoara 6. Tirana 7. Warszawa-Chopin Sezonowo: 1. Kluż-Napoka 2. Wrocław |